# Abri (marine)
Pour les articles homonymes, voir Abri.
L’abri est un refuge qui permet soit de mouiller, soit d’accoster, qu’il s’agisse dans ce dernier cas d’une mise à quai ou de tirer l’embarcation à sec sur une plage. La qualité de ce refuge varie en fonction des caractéristiques du navire et de la météorologie, planifier une sortie et choisir ses abris relève de la responsabilité du chef de bord.